# Арсенич, Зоран
Зоран Арсенич (хорв. Zoran Arsenić; род. 2 июня 1994, Осиек) — хорватский футболист, защитник и капитан польского «Ракува».

## Биография
Родился 2 июня 1994 года в городе Осиек. Воспитанник клуба «Осиек», за юношеские и молодежные команды которого выступал с 2008 по 2011 год. Во взрослом футболе дебютировал в 2011 году выступлениями за команду клуба «Вишневац», в которой провел один сезон, приняв участие в 2 матчах чемпионата. Через полгода вернулся в «Осиеке», а в 2013 году был переведен в первую команду клуба. В Первой лиге Хорватии дебютировал 22 июля 2013 года в проигранном (1:2) в поединке против «Локомотива» (Загреб). 9 августа 2013 года отправился в годичную аренду в «Сегести». В его футболке сыграл в 12-и матчах чемпионата. В следующем сезоне выступал в аренде в «Сесвете», в футболке которой в 20-и матчах чемпионата отметился 2 голами.
В январе 2017 года заключил предварительный контракт с клубом «Висла» (Краков), который должен был вступить в силу в июле того же года. В ответ на этот шаг его тогдашний клуб перевел Зорана в дублирующий состав, где хорват доигрывал до завершения сделки. Кроме этого «Осиек» не позволял ему играть в официальных матчах. В Экстраклассе Арсенич дебютировал 14 июля 2017 года в победном (2:1) против Погони (Щецин). Зоран вышел на поле на 85-й минуте, заменив Франа Велеса. 17 февраля 2018 года отметился дебютными (двумя) голами в чемпионате, произошло это в победном (3:2) в поединке против «Арки» (Гдыня).
17 мая 2018 года подписал с клубом новый контракт, который должен был быть действующим до 2022 года.
В начале января 2019 года задолженности по выплате заработной платы со стороны «Вислы», Зоран разорвал контракт с клубом. 16 января 2019 года подписал 3,5-летний контракт с «Ягеллонией». За следующие полтора года отыграл за белостоцкую команду 44 игры в национальном первенстве.
7 сентября 2020 года вернулся на родину, присоединившись в ряды «Риеки» на правах аренды до конца сезона 2020/21.